# Sofokles
Sofokles (græsk: Σοφοκλῆς) (født ca. 496 f.Kr., død 406 f.Kr.) var en dramatiker, præst og politiker i det antikke Grækenland.
Den unge Sofokles blev uddannet både åndeligt og legemligt. Han vandt præmier i brydning og i musik, og han skal have været i besiddelse af stor legemlig skønhed. Da athenerne i 480 f.Kr. fejrede sejren over perserne i slaget ved Salamis, blev den da 16-årige Sofokles derfor valgt til at lede en paian – et kor af syngende og dansende nøgne ynglinge.
Sofokles er kendt som den anden af de tre store græske tragediedigtere (den første hed Aischylos, den tredje Euripides). Hans samlede produktion var på 123 skuespil, hvoraf 24 vandt konkurrencerne ved festerne til ære for Dionysos, hvilket er rekord. Kun 7 af skuespillene er bevaret i komplet form, mens fragmenter findes for mellem 60 til 90 andre.
Sofokles' mest kendte skuespil er Kong Ødipus om den græske sagnhelt Ødipus, Elektra og Antigone. Andre værker omfatter Filoktet